# Krzyże
Krzyże (Duits: Kreuzofen) is een plaats in het Poolse district  Piski, woiwodschap Ermland-Mazurië. De plaats maakt deel uit van de gemeente Ruciane-Nida en telt 80 inwoners.